# Fracție algebrică
În algebră o fracție algebrică este o fracție în care numărătorul și numitorul sunt expresii algebrice. Două exemple de fracții algebrice sunt {\displaystyle {\frac {3x}{x^{2}+2x-3}}} și {\displaystyle {\frac {\sqrt {x+2}}{x^{2}-3}}}. Fracțiile algebrice se supun acelorași legi ca și fracțiile aritmetice.
Cel mai simplu exemplu de fracție rațională e {\displaystyle {\frac {1}{x}}}.
O fracție rațională este o fracție algebrică al cărei numărător și numitor sunt ambii polinoame. Prin urmare {\displaystyle {\frac {3x}{x^{2}+2x-3}}} este o fracție rațională, dar nu și {\displaystyle {\frac {\sqrt {x+2}}{x^{2}-3}},} deoarece numărătorul conține funcția rădăcină pătrată.

## Terminologie
Într-o fracție algebrică {\displaystyle {\tfrac {a}{b}}} deîmpărțitul a este numărătorul iar împărțitorul b este numitorul. Numărătorul și numitorul sunt termenii fracției algebrice.
O fracție complexă este o fracție în care numărătorul, numitorul sau ambii conțin fracții. O fracție simplă nu conține fracții în numărător sau numitor. O fracție este redusă dacă singurul factor comun al numărătorului și numitorului este 1.
O expresie care nu este sub formă de fracție poate fi întotdeauna scrisă sub formă de fracție dându-i numitorul 1.

## Fracții raționale
Dacă expresiile a și b sunt polinoame, fracția algebrică este numită fracție algebrică rațională sau, pe scurt, fracție rațională. Fracțiile raționale sunt cunoscute și ca expresii raționale. Fracția rațională {\displaystyle {\tfrac {f(x)}{g(x)}}} este considerată de grad subunitar dacă {\displaystyle \deg f(x)<\deg g(x)} și de grad supraunitar în caz contrar. De exemplu, fracția rațională {\displaystyle {\tfrac {2x}{x^{2}-1}}} este de grad subunitar, iar fracțiile raționale {\displaystyle {\tfrac {x^{3}+x^{2}+1}{x^{2}-5x+6}}} și {\displaystyle {\tfrac {x^{2}-x+1}{5x^{2}+3}}} sunt de grad supraunitar. Orice fracție de grad supraunitar poate fi exprimată ca o sumă dintre un polinom (posibil o constantă) și o fracție de grad subunitar. Primul exemplu anterior de fracție de grad supraunitar devine
{\displaystyle {\frac {x^{3}+x^{2}+1}{x^{2}-5x+6}}=(x+6)+{\frac {24x-35}{x^{2}-5x+6}},}
unde termenul al doilea este o fracție rațională de grad subunitar. Suma a două fracții raționale de grad subunitar este și ea o fracție rațională de grad subunitar. Procesul invers, de exprimare a unei fracții raționale de grad subunitar ca sumă de două sau mai multe fracții se numește descompunere în fracții simple⁠(d). De exemplu,
{\displaystyle {\frac {2x}{x^{2}-1}}={\frac {1}{x-1}}+{\frac {1}{x+1}}.}
Aici, cei doi termeni din dreapta se numesc fracții simple.
Scrierea ca sumă de fracții simple facilitează obținerea primitivelor fracțiilor raționale.

## Fracții iraționale
O fracție irațională este o fracție care conține variabila la un exponent fracționar. Un exemplu de fracție irațională este
{\displaystyle {\frac {x^{1/2}-{\tfrac {1}{3}}a}{x^{1/3}-x^{1/2}}}.}
Procesul de transformare a unei fracții iraționale într-o fracție rațională este cunoscut sub numele de raționalizare. Fiecare fracție irațională în care radicalii sunt monoame poate fi raționalizată găsind cel mai mic multiplu comun al ordinelor radicalilor și înlocuind variabila cu o altă variabilă cu cel mai mic multiplu comun ca ordin. În exemplul dat, cel mai mic multiplu comun este 6, prin urmare poate fi înlocuit {\displaystyle x=z^{6}} pentru a obține
{\displaystyle {\frac {z^{3}-{\tfrac {1}{3}}a}{z^{2}-z^{3}}}.}